# Nadav Levitan
Nadav Levitan ( em hebraico:  נדב לויתן ) (Kibutz, 21 de abril de 1945 – Petah Tikva, 9 de janeiro de 2010) foi um diretor de cinema, roteirista, escritor e compositor israelense. Dirigiu nove filmes entre 1981 e 1999. Seu filme Stalin's Disciples (em hebraico Stalin's Children, ילדי סטאלין), foi exibido na seção Un Certain Regard no Festival de Cinema de Cannes de 1988 . Foi casado com a musicista israelense Chava Alberstein, que gravou muitas de suas canções. Levitan morreu em 10 de janeiro de 2010 de uma doença pulmonar não revelada.

## Filmografia
- Uma história íntima (1981)
- Ha Kala (1985)
- Banot (1985)
- Discípulos de Stalin (1986)
- Groupie (1993)
- Cedo demais para ficar quieto, tarde demais para cantar (1995)
- Sem nomes nas portas (1997)
- Aviv (1998)
- Frank Sinatra está morto (1999)